# Lophocharis salpina
Lophocharis salpina är en hjuldjursart som först beskrevs av Ehrenberg 1834.  Lophocharis salpina ingår i släktet Lophocharis och familjen Mytilinidae. Arten är reproducerande i Sverige. Inga underarter finns listade i Catalogue of Life.